# Dorian Finney-Smith
Dorian Finney-Smith (Portsmouth, 4 de maio de 1993) é um jogador norte-americano de basquete profissional que atualmente joga pelo Houston Rockets da National Basketball Association (NBA).
Ele jogou basquete universitário em Virginia Tech e na Flórida. Depois de passar suas primeiras 7 temporadas com o Dallas Mavericks, ele foi negociado para os Nets em fevereiro de 2023, logo, foi negociado para os Los Angeles Lakers em dezembro de 2024. em 2025, ele ficou como agente livre, e assinou um contrato com o Houston Rockets, US$ 53 Milhões por 4 anos.

## Carreira no ensino médio
Finney-Smith estudou na I. C. Norcom High School em Portsmouth, Virgínia. Em sua terceira temporada, ele teve médias de 19,7 pontos, 13 rebotes, seis assistências, três roubos de bola e dois bloqueios.
Em setembro de 2010, Finney-Smith se comprometeu com a Virginia Tech e, posteriormente, assinou uma Carta de Intenções Nacional em dezembro.
Em sua última temporada, Finney-Smith teve médias de 18 pontos, 10,7 rebotes e 3,8 bloqueios. Ele registrou 19 pontos, 17 rebotes e três bloqueios na final do Campeonato Estadual.

## Carreira universitária
Como calouro na Virginia Tech na temporada de 2011-12, Finney-Smith jogou em todos os 33 jogos, teve médias de 6,3 pontos e 7,0 rebotes e foi nomeado para a Equipe de Calouros da ACC. Ele marcou 17 pontos, o recorde da temporada, na vitória por 66-65 sobre o Boston College.
Em junho de 2012, Finney-Smith foi transferido para a Universidade da Flórida e foi forçado a ficar de fora da temporada de 2012–13 devido aos regulamentos de transferência da NCAA.
Em seu segundo ano, Finney-Smith foi nomeado o Sexto Homem do Ano da SEC, tornando-se apenas o segundo jogador da Universidade da Flórida a ganhar o prêmio. Ele foi o principal reboteiro da Flórida, tanto no total de rebotes (247) quanto pela média de jogo (6,7). Nessa temporada, ele jogou em 37 jogos e teve médias de 8,7 pontos, 6,7 rebotes e 2,1 assistências em 25,8 minutos.

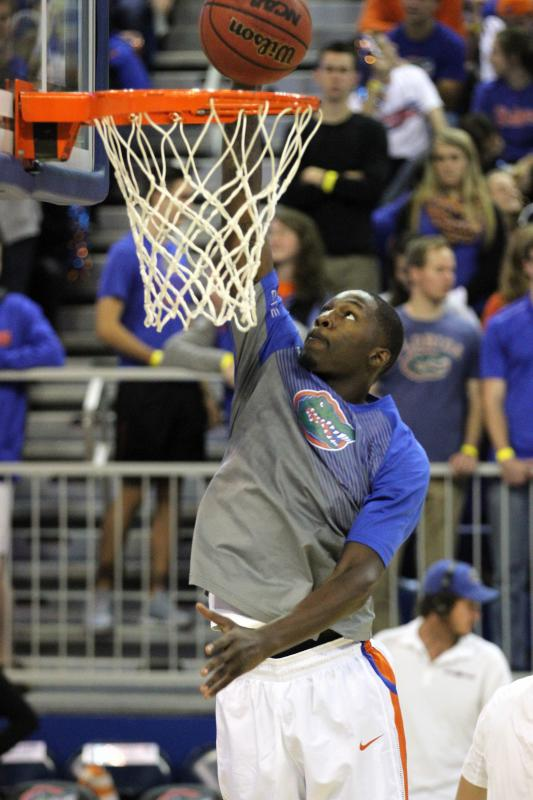
Finney-Smith fazendo uma bandeja antes de um jogo em janeiro de 2015

Em sua terceira temporada, Finney-Smith foi nomeado para a Segunda-Equipe da SEC pelos treinadores e foi o maior da Flórida em pontos (13,1) e rebote (6,2).
Em sua última temporada, Finney-Smith foi nomeado para a Segunda-Equipe da SEC pelos treinadores e para a Terceira-Equipe da SEC pela Associated Press. Ele foi o artilheiro da Flórida (média de 14,7) pela segunda temporada consecutiva e o melhor reboteiro (média de 8,3) pela terceira temporada consecutiva. Ele se tornou o primeiro jogador da Flórida a ingressar no clube dos 1.000 pontos após se transferir para a universidade. Seus 1.220 pontos na carreira na Flórida ocupam o 36º lugar na história da universidade.

## Carreira profissional

### Dallas Mavericks (2016–2023)

#### 2016–2019: Primeiros anos
Depois de não ter sido selecionado no Draft da NBA de 2016, Finney-Smith assinou um contrato de 3 anos e US$2.5 milhões com o Dallas Mavericks.
Ele garantiu uma vaga no elenco depois de impressionar os Mavericks durante a pré-temporada. Depois de jogar menos de cinco minutos cumulativamente nos primeiros cinco jogos da temporada de 2016–17, Finney-Smith jogou 31 minutos em 6 de novembro contra o Milwaukee Bucks. Nesse jogo, ele registrou cinco pontos, três rebotes, três roubos de bola e um bloqueio na vitória por 86-75. Dois dias depois, ele fez seu primeiro jogo como titular da carreira, marcando cinco pontos na vitória por 109-97 sobre o Los Angeles Lakers.
Em 10 de março de 2018, Finney-Smith disputou seu primeiro jogo desde 12 de novembro de 2017, depois de perder 51 jogos consecutivos e 57 no geral com tendinite no quadríceps do joelho esquerdo.
Em 2 de novembro de 2018, Finney-Smith marcou 19 pontos, o recorde da temporada, ao lado de sete rebotes, duas assistências e duas roubadas de bola em uma derrota por 118-106 para o New York Knicks.

#### 2019–2023: Função inicial e extensão do contrato
Em 11 de julho de 2019, Finney-Smith assinou um contrato de 3 anos e US$ 12 milhões com os Mavs. Em 18 de novembro, ele marcou 22 pontos na vitória por 117–110 sobre o San Antonio Spurs. Em 4 de agosto de 2020, Finney-Smith registrou 16 rebotes, recorde de sua carreira, na vitória por 114-110 sobre o Sacramento Kings. Em 8 de agosto, ele marcou 27 pontos, recorde de sua carreira, na vitória por 136-132 contra o Milwaukee Bucks. Os Mavericks se classificaram para a pós-temporada pela primeira vez desde 2016 e enfrentou o Los Angeles Clippers na primeira rodada. Finney-Smith fez sua estreia nos playoffs em 17 de agosto, registrando nove pontos, quatro rebotes, duas assistências e duas roubadas de bola na derrota por 118-110 no primeiro jogo. Os Mavericks acabaram sendo eliminados em seis jogos pelos Clippers.
Em 5 de abril de 2021, Finney-Smith registrou 23 pontos, seis rebotes e quatro assistências na vitória por 111–103 sobre o Utah Jazz. Pelo segundo ano consecutivo, os Mavericks enfrentaram os Clippers na primeira rodada dos playoffs. Em 22 de maio, Finney-Smith registrou 18 pontos e cinco rebotes na vitória do Jogo 1 por 113–103. Os Mavericks foram eliminados pelos Clippers em sete jogos apesar de um esforço de 18 pontos e 10 rebotes de Finney-Smith no Jogo 7.
Em 12 de fevereiro de 2022, Finney-Smith assinou um contrato de 4 anos e US$ 52 milhões com os Mavericks. Em 30 de março, ele marcou 28 pontos, o recorde de sua carreira, na vitória por 120–112 sobre o Cleveland Cavaliers. Os Mavericks venceram o Utah Jazz na primeira rodada dos playoffs e avançaram para enfrentar o Phoenix Suns na segunda rodada. Em 8 de maio, Finney-Smith marcou 24 pontos, o recorde de sua carreira no playoff, ao lado de oito rebotes, em uma vitória por 111–101 no Jogo 4. Os Mavs eliminaram os Suns em sete jogos, mas foram eliminados em uma série de cinco jogos nas finais da Conferência Oeste pelo Golden State Warriors. No Jogo 4 das Finais da conferência, Finney-Smith registrou 23 pontos, seis rebotes e duas assistências na vitória do Jogo 4 por 119–109.

### Brooklyn Nets (2023–presente)
Em 6 de fevereiro de 2023, Finney-Smith foi negociado, ao lado de Spencer Dinwiddie, uma escolha de primeira rodada de 2029 e escolhas de segunda rodada em 2027 e 2029, para o Brooklyn Nets em troca de Kyrie Irving e Markieff Morris.

## Estatísticas da carreira

### NBA

#### Temporada regular
| Ano      | Equipe   | PJ  | PT  | MPJ  | AP   | 3P   | LL   | RT  | AS  | BR  | TO | PPJ  |
| -------- | -------- | --- | --- | ---- | ---- | ---- | ---- | --- | --- | --- | -- | ---- |
| 2016–17  | Dallas   | 81  | 35  | 20.3 | .372 | .293 | .754 | 2.7 | .8  | .6  | .3 | 4.3  |
| 2017–18  | Dallas   | 21  | 13  | 21.3 | .380 | .299 | .733 | 3.6 | 1.2 | .5  | .2 | 5.9  |
| 2018–19  | Dallas   | 81  | 26  | 24.5 | .432 | .311 | .709 | 4.8 | 1.2 | .9  | .4 | 7.5  |
| 2019–20  | Dallas   | 71  | 68  | 29.9 | .466 | .376 | .722 | 5.7 | 1.6 | .6  | .5 | 9.5  |
| 2020–21  | Dallas   | 60  | 60  | 32.0 | .472 | .394 | .756 | 5.4 | 1.7 | .9  | .4 | 9.8  |
| 2021–22  | Dallas   | 80  | 80  | 33.1 | .471 | .395 | .675 | 4.7 | 1.9 | 1.1 | .5 | 11.0 |
| 2022–23  | Dallas   | 40  | 40  | 32.2 | .416 | .355 | .750 | 4.7 | 1.5 | 1.0 | .5 | 9.1  |
| 2022–23  | Brooklyn | 26  | 26  | 27.7 | .351 | .306 | .789 | 4.9 | 1.6 | .7  | .6 | 7.2  |
| 2023–24  | Brooklyn | 68  | 56  | 28.5 | .421 | .348 | .717 | 4.7 | 1.6 | .8  | .6 | 8.5  |
| Carreira | Carreira | 528 | 404 | 27.7 | .420 | .341 | .733 | 4.5 | 1.4 | .7  | .4 | 8.0  |

#### Playoffs
| Ano      | Equipe   | PJ | PT | MPJ  | AP   | 3P   | LL   | RT  | AS  | BR  | TO | PPJ  |
| -------- | -------- | -- | -- | ---- | ---- | ---- | ---- | --- | --- | --- | -- | ---- |
| 2020     | Dallas   | 6  | 6  | 31.8 | .442 | .367 | .800 | 5.7 | 3.2 | 1.2 | .5 | 10.2 |
| 2021     | Dallas   | 7  | 7  | 38.7 | .406 | .432 | .800 | 6.6 | 2.1 | 1.1 | .3 | 10.3 |
| 2022     | Dallas   | 18 | 18 | 38.2 | .471 | .426 | .708 | 5.5 | 1.9 | .9  | .4 | 11.7 |
| 2023     | Brooklyn | 4  | 4  | 25.1 | .391 | .412 | —    | 4.5 | .8  | .8  | .5 | 6.3  |
| Carreira | Carreira | 35 | 35 | 33.4 | .427 | .409 | .769 | 5.5 | 2.0 | 1.0 | .4 | 9.6  |

### Universitário
| Ano      | Equipe        | PJ  | PT | MPJ  | AP   | 3P   | LL   | RT  | AS  | BR  | TO | PPJ  |
| -------- | ------------- | --- | -- | ---- | ---- | ---- | ---- | --- | --- | --- | -- | ---- |
| 2011-12  | Virginia Tech | 33  | 30 | 29.0 | .332 | .366 | .584 | 7.0 | 1.9 | .7  | .7 | 6.3  |
| 2013-14  | Florida       | 37  | 2  | 25.7 | .371 | .295 | .643 | 6.7 | 2.1 | .4  | .4 | 8.7  |
| 2014-15  | Florida       | 28  | 23 | 27.9 | .472 | .426 | .587 | 6.2 | 1.6 | 1.1 | .9 | 13.1 |
| 2015-16  | Florida       | 36  | 36 | 31.8 | .437 | .368 | .733 | 8.3 | 2.1 | .9  | .8 | 14.7 |
| Carreira | Carreira      | 134 | 91 | 28.5 | .403 | .363 | .636 | 7.0 | 1.9 | .7  | .7 | 10.7 |

Fonte: